# Лейк Форест Парк
Лейк Форест Парк (на английски: Lake Forest Park) е град в окръг Кинг, щата Вашингтон, САЩ. Лейк Форест Парк е с население от 13 142 жители и обща площ от km². Намира се на 21 m надморска височина. ЗИП кодът му е 98155, а телефонният му код е 206.